# LauncherOne
LauncherOne là một tên lửa đẩy quỹ đạo hai tầng, bắt đầu các chuyến bay vận hành vào năm 2021. Nó là một tên lửa phóng từ trên không, được thiết kế để mang trọng tải cỡ nhỏ lên đến 300 kg vào quỹ đạo đồng bộ Mặt trời, sau khi phóng từ một máy bay vận tải bay ở trên cao. Tên lửa được đưa lên tầng cao của bầu khí quyển trên một chiếc Boeing 747-400 đã được chỉnh sửa, có tên Cosmic Girl, và được phóng ra trên Thái Bình Dương. Quá trình phát triển bắt đầu vào năm 2007 bởi Virgin Galactic, sau đó được tách ra vào năm 2017 cho một công ty riêng biệt, Virgin Orbit.
Một nỗ lực phóng không thành công đã được thực hiện vào ngày 25 tháng 5 năm 2020 nhưng không thể tiếp cận không gian. Chuyến bay thành công đầu tiên là vào ngày 17 tháng 1 năm 2021, mang theo trọng tải 10 CubeSats đến quỹ đạo Trái đất tầm thấp. LauncherOne là tên lửa quỹ đạo phóng từ trên không sử dụng nhiên liệu lỏng đầu tiên.
Từ năm 2007–2015, LauncherOne được lên kế hoạch trở thành một tên lửa đẩy nhỏ hơn có khả năng nâng 200 kg lên quỹ đạo Trái đất thấp. Thiết kế đã được mở rộng vào năm 2015 để cung cấp một tên lửa lớn hơn có khả năng đưa trọng tải 300 kg lên quỹ đạo đồng bộ Mặt trời 500 km, phù hợp với CubeSats và các loại có trọng tải nhỏ. Virgin Orbit đang nhắm tới mức giá phóng khoảng 12 triệu đô la Mỹ cho tên lửa.

## Lịch sử
Virgin Galactic bắt đầu tiến hành công việc dựa trên ý tưởng LauncherOne vào năm 2007, và các thông số kỹ thuật lần đầu tiên được mô tả chi tiết vào cuối năm 2009. 
Cấu hình LauncherOne được đề xuất là một tên lửa nhiên liệu lỏng, hai tầng, có thể mở rộng và được phóng từ trên không trung từ một chiếc máy bay mang White Knight Two. 
Điều này sẽ làm cho nó có cấu hình tương tự như cấu hình được sử dụng bởi Pegasus của Orbital Sciences, hoặc phiên bản nhỏ hơn của hệ thống tên lửa phóng từ trên không trung StratoLaunch.
Đến năm 2012, một số khách hàng thương mại đã ký các hợp đồng sớm cho việc phóng xe báo hiệu sự ủng hộ bên cầu hỗ trợ cho tên lửa đẩy. Những khách hàng này bao gồm GeoOptics, Skybox Imaging, Spaceflight Services, và Planetary Resources. Cả Surrey Satellite Technology và Sierra Nevada Space Systems vào thời điểm đó được báo cáo là đang phát triển buýt vệ tinh "được tối ưu hóa cho thiết kế của LauncherOne". Vào tháng 10 năm 2012, Virgin thông báo rằng LauncherOne sẽ được thiết kế để nó có thể đưa vệ tinh 200 kg (440 lb) lên quỹ đạo đồng bộ Mặt Trời (SSO). vào thời điểm đó Virgin đã lên kế hoạch bán ra thị trường tên lửa mang được 200 kg (440 lb) vào quỹ đạo đồng bộ Mặt Trời với giá dưới 10 triệu đô la Mỹ mỗi lần phóng, còn tải trọng mang tối đa cho các chuyến bay quỹ đạo Trái Đất thấp khoảng 500 kg (1.100 lb).
Theo các kế hoạch đã được công bố vào năm 2012, giai đoạn thứ hai sẽ được cung cấp bằng một động cơ có lực đẩy 16 kN (3.600 lb f) tên NewtonOne, và giai đoạn đầu tiên của phiên bản động cơ mở rộng tên NewtonTwo, với lực đẩy 211 kN (47.000 lb f). Các động cơ đầu tiên được thiết kế và chế tạo đã hoàn thành vào năm 2014. Động cơ NewtonOne đã được thử nghiệm với thời gian đốt cháy toàn thời gian là 5 phút. NewtonTwo đã được sử dụng một số lần trong thời gian ngắn vào đầu năm 2014. Tuy nhiên, đến cuối cùng thì cả hai động cơ NewtonOne và NewtonTwo đều không được sử dụng trên LauncherOne.
Vào năm 2015, Virgin Galactic thành lập một trung tâm nghiên cứu, phát triển và sản xuất cho LauncherOne tại Sân bay Long Beach, có diện tích rộng 14.000 m2. Công ty đã báo cáo lên lịch vào tháng 3 năm 2015 bắt đầu các chuyến bay thử nghiệm của LauncherOne với động cơ NewtonThree vào cuối năm 2016, nhưng mục tiêu không thành.
Vào ngày 25 tháng 6 năm 2015, công ty Virgin Galactic ký hợp đồng với OneWeb Ltd. 39 vệ tinh phóng để phóng lên Chòm sao vệ tinh OneWeb với tất cả 100 lần phóng, nhưng vào năm 2018, OneWeb đã hủy bỏ gần hết hợp đồng ngoại trừ bốn lần phóng, khiến Virgin Orbit bị khởi kiện. OneWeb nộp đơn phá sản vào năm 2020.
Vào tháng 9 năm 2015 có một nguồn tin cho biết các tải trọng nặng hơn 200 kg (440 lb) đã được thiết kế để mang trên động cơ NewtonThree bằng các thùng nhiên liệu dài, nhưng điều này cũng có nghĩa là máy bay vận tải White Knight Two của Virgin sẽ không đủ khả năng nâng tên lửa lên độ cao phóng, do đó vào tháng 12 năm 2015, Virgin đã thông báo thay đổi máy bay vận tải cho LauncherOne để có thể mang trọng tải nặng hơn. Máy bay vận tải sau đó được đổi sang một chiếc Boeing 747-400 đã qua sử dụng, tên Cosmic Girl, máy bay này trước đây được điều hành bởi công ty chị em của Virgin Galactic là Virgin Atlantic, và được Virgin Group mua lại từ Boeing sau khi hợp đồng thuê khung chiếc máy bay đó hết hạn. Chiếc 747 sẽ đủ khả năng mang LauncherOne lớn hơn mang trọng tải nặng hơn. Công việc sửa chữa và chuyển đổi chiếc 747 của công ty dự kiến hoàn thành vào năm 2016, sau đó tiến hành các vụ phóng thử nghiệm trên quỹ đạo của tên lửa vào năm 2017.
Thông báo khác vào tháng 12 năm 2015 cho biết LauncherOne sửa đổi sẽ sử dụng động cơ tên lửa NewtonThree lớn hơn ở giai đoạn thúc đẩy, NewtonFour cung cấp năng lượng đẩy cho giai đoạn thứ hai. NewtonThree là động cơ có sức đẩy 260–335 kN (58.000–75.000 lb f) bắt đầu phóng thử nghiệm vào tháng 3 năm 2015. Động cơ NewtonFour sẽ cung cấp năng lượng đẩy cho giai đoạn thứ hai. Trong khi NewtonThree tạo ra lực đẩy 326,8 kN (73.500 lb f) thì NewtonFour cung cấp lực đẩy 26,5 kN (6.000 lb f) cũng cho giai đoạn thứ hai và nó có khả năng khởi động lại nhiều lần.
Vào ngày 2 tháng 3 năm 2017, Virgin Galactic thông báo một đội làm việc cho LauncherOne gồm 200 thành viên đang được tách ra thành một công ty mới có tên là Virgin Orbit. Một công ty con của Virgin Orbit có tên là Vox Space được thành lập để thực hiện hoạt động kinh doanh đòi hỏi các yêu cầu nghiêm ngặt về bảo mật. Vào năm 2017, công ty Virgin Orbit đã lên kế hoạch bay khoảng hai lần một tháng vào năm 2020.
Vào tháng 9 năm 2017, các chuyến bay thử nghiệm đầu tiên của LauncherOne đã bị trì hoãn sang năm 2018. Đến tháng 6 năm 2018, các chuyến bay thử nghiệm của Virgin Orbit cho LauncherOne, bao gồm cả thử nghiệm thả rơi tự do từ một tên lửa không tiếp nhiên liệu, đã được cấp phép bắt đầu vào tháng 7 năm 2018 và có thể thực hiện trong tối đa sáu tháng.
Không có chuyến bay thử nghiệm nào của LauncherOne lên lịch vào năm 2018 bị trì hoãn, ngoại trừ 1 chuyến bay vận tải, tính đến thời điểm tháng 12 năm 2019. Ba chuyến bay thử nghiệm đầu tiên của Cosmic Girl mang bệ treo tên lửa chứ không mang tên lửa, đã thực hiện vào 23, 25 và 27 tháng 8 năm 2018. Một cuộc thử nghiệm bay taxi tốc độ cao, với một tên lửa gắn bên dưới máy bay, đã thực hiện vào đầu tháng 11 năm 2018. Máy bay đã thực hiện chuyến bay thử nghiệm đầu tiên với cả bệ treo tên lửa và tên lửa được gắn theo vào ngày 18 tháng 11 năm 2018.

### Chuyến bay

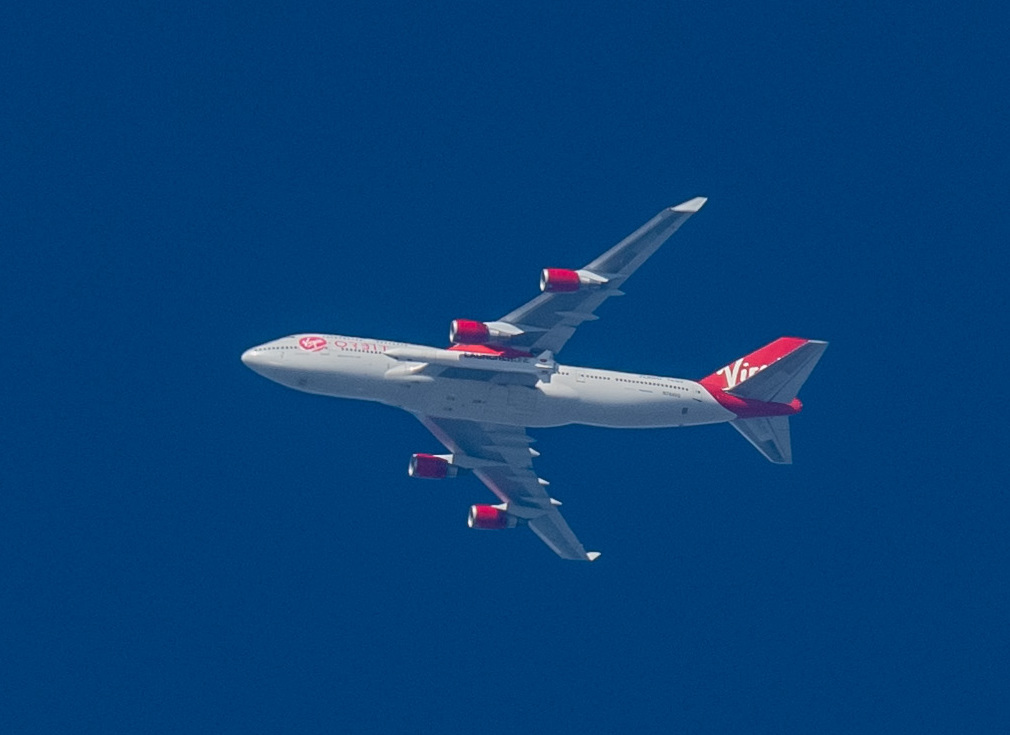
Cosmic Girl mang theo LauncherOne trong chuyến bay thành công đầu tiên vào tháng 1 năm 2021.

LauncherOne thực hiện chuyến bay đầu tiên vào ngày 25 tháng 5 năm 2020. Chuyến bay không thành công vài giây sau khi thiết bị đánh lửa của tên lửa tắt sớm trong bộ phận động cơ giai đoạn đầu, nguyên nhân do sự cố đứt đường dây nạp thuốc phóng, và tên lửa đã không vươn tới được không gian. Sự cố phóng được cho là do đường dây nhiên liệu oxy lỏng áp suất cao trong động cơ NewtonThree gặp sự cố bất ngờ. Oxy không được cung cấp liên tục cho động cơ khiến chuyến bay thất bại. Vấn đề với đường dây dẫn nhiên liệu đã được giải quyết bằng cách gia cố các thành phần đã hỏng hóc.
Vụ phóng thứ hai diễn ra vào ngày 17 tháng 1 năm 2021 và đây là vụ phóng đầu tiên lên quỹ đạo thành công. Tên lửa đã triển khai 10 CubeSat cho sứ mệnh Educational Launch of Nanosatellites của NASA (ELaNa 20). Máy bay Cosmic Girl cất cánh từ Cảng Hàng không và Không gian Mojave ở California lúc 18:38 UTC. Máy bay đã phóng tên lửa LauncherOne lúc 19:39 UTC. Vụ phóng xảy ra ở độ cao 10.700 m (35.100 ft).
Vào ngày 17 tháng 1 năm 2021, cả hai động cơ NewtonThree và NewtonFour đều hoạt động tốt như mong đợi. Trong khi phóng, NewtonFour bắn hai lần; một lần để đưa chuyến bay vào giai đoạn thứ hai, đưa tải trọng vào quỹ đạo chuyển động, và một lần nữa để quay quanh quỹ đạo.

## Thiết kế
LauncherOne là một phương tiện phóng từ trên không trung hai giai đoạn. Tên lửa có đường kính 1,6 m (5 ft 3 in) cho giai đoạn đầu và 1,3 m (4 ft 3 in) cho giai đoạn thứ hai và có mang theo trọng tải.
Vào tháng 10 năm 2019, công ty đã công bố kế hoạch phát triển chương trình bay với biến thể ba giai đoạn có khả năng phóng 100 kg lên Mặt trăng, 70 kg lên sao Kim hoặc 50 kg lên sao Hỏa.

### Động cơ
Động cơ tên lửa Newton đốt cháy RP-1 và oxy lỏng. Giai đoạn đầu tiên sử dụng một động cơ NewtonThree đơn, trong khi giai đoạn trên sử dụng một động cơ NewtonFour đơn đã được tối ưu hóa chân không.

## Mục đích sử dụng
LauncherOne được thiết kế để phóng vật có trọng tải 300 kg (660 lb) lên quỹ đạo đồng bộ Mặt trời (SSO) 500 km (310 dặm), phù hợp với CubeSat và các tàu vũ trụ có trọng tải nhỏ. Virgin Orbit cũng công bố LauncherOne có khả năng gửi các tải trọng vào quỹ đạo nhật tâm cho các chuyến bay đến sao Hỏa, sao Kim hoặc tiểu hành tinh.

## Khởi chạy các địa điểm

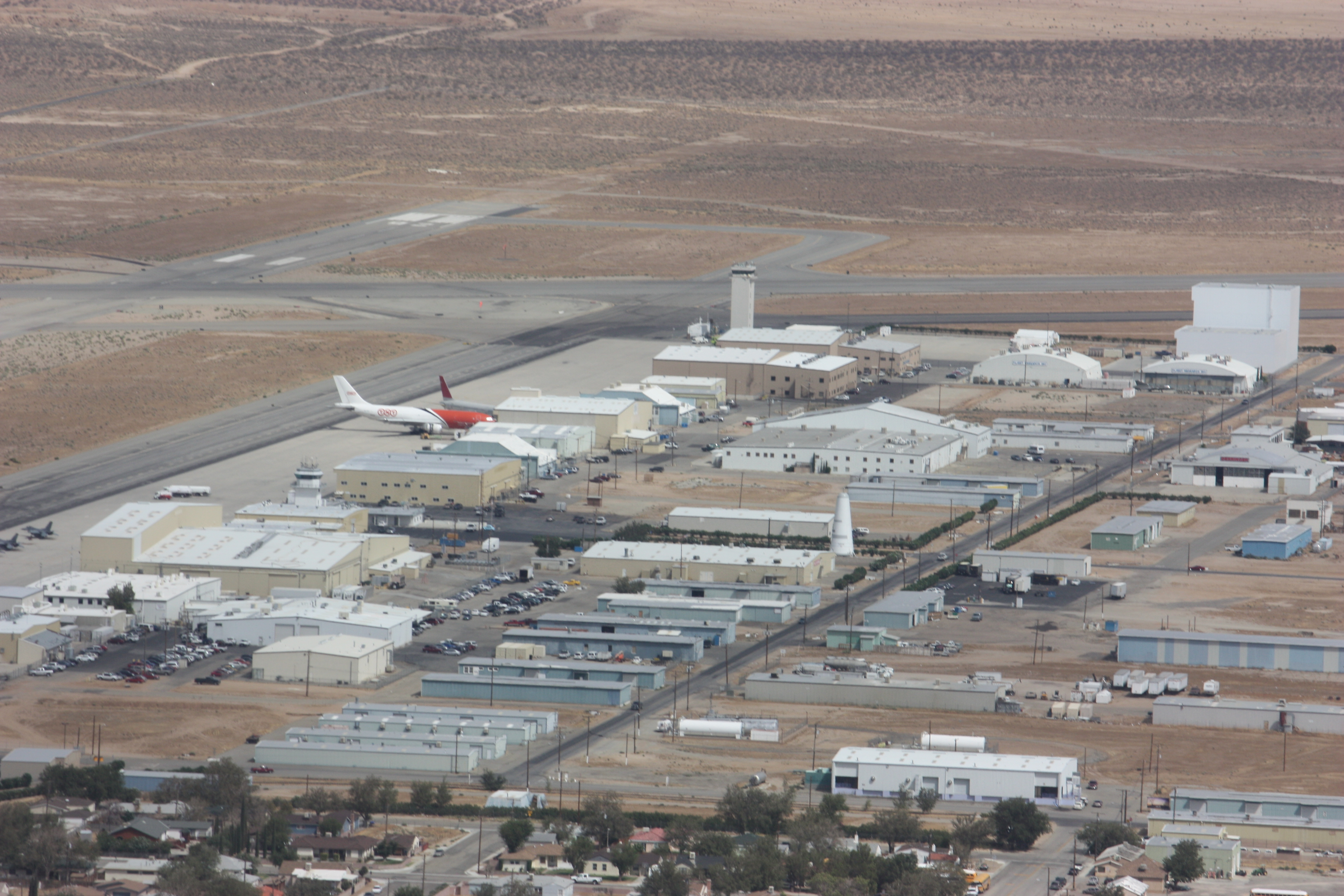
Cảng hàng không và vũ trụ Mojave

Virgin Orbit tích hợp trọng tải tại trụ sở chính của họ ở Long Beach, California.
LauncherOne được phóng từ máy bay vận tải Cosmic Girl Boeing 747-400, được gắn vào một bệ treo ở cánh trái của máy bay và được thả ra trên bầu trời vùng đại dương tại một vị trí tùy thuộc vào độ nghiêng quỹ đạo có thể tùy chỉnh. Quá trình này tránh được tình trạng hủy bay thường gặp đối với các vụ phóng trên mặt đất do thời tiết và gió lớn. William Pomerantz tại Virgin Orbit đã tuyên bố rằng bất kỳ sân bay nào có thể hỗ trợ máy bay Boeing 747 đều có thể được sử dụng, tùy thuộc vào sự cho phép của luật pháp địa phương.
Tính đến năm 2021, máy bay vận tải của công ty luôn cất cánh từ Cảng Hàng không và Vũ trụ Mojave ở California, Hoa Kỳ. Công ty cũng có kế hoạch sử dụng các sân bay khác như Trung tâm Vũ trụ Kennedy ở Florida, Hoa Kỳ và Sân bay Newquay ở Cornwall, Vương quốc Anh. Các địa điểm phóng được đề xuất khác bao gồm Sân bay Quốc tế Ellison Onizuka Kona ở Hawaii, Sân bay José Aponte de la Torre ở Puerto Rico, Sân bay Oita ở Nhật Bản, và Căn cứ Không quân Andersen ở Guam.